# Verbascum leuconeurum
Verbascum leuconeurum är en flenörtsväxtart som beskrevs av Pierre Edmond Boissier och Heldr.. Verbascum leuconeurum ingår i släktet kungsljus, och familjen flenörtsväxter. Inga underarter finns listade i Catalogue of Life.